# Peter Hoeltzenbein
Peter Hoeltzenbein (Münster, 7 aprile 1971) è un ex canottiere tedesco, vincitore della medaglia d'argento olimpiche nel due senza a Barcellona 1992 insieme a Colin von Ettingshausen.
Nello stesso anno i due si sono laureati anche campioni nazionali, ricevendo il Lauro d'argento.
L'anno seguente hanno fatto entrambi parte dell'otto che si è laureato campione del mondo a Račice 1993.
Alla successiva edizione di Indianapolis 1994 ha gareggiato nel due senza insieme a Thorsten Streppelhoff vincendo un argento.
Sempre nel 1994 i due hanno gareggiato per l'Università di Cambridge nella Boat race.
Terminata l'attività agonistica Hoeltzenbein è diventato un avvocato specializzato nella legislazione sportiva.

## Palmarès
- Giochi olimpici

Barcellona 1992: argento nel due senza.
- Campionati del mondo di canottaggio

Račice 1993: oro nell'otto.
Indianapolis 1994: argento nel due senza.